# 王敬妃
恭懿敬妃，亦稱為王敬妃（1465年—1510年），山東登州府人。王敖之女，明朝明憲宗朱見深之妃，明憲宗第十子之生母。

## 生平
成化元年（1465年）左右，王氏出生，成化十一年（1475年）選侍憲宗。成化十九年（1483年）七月十七日（1483年8月19日），生憲宗第十子，皇子未滿兩個月就夭折。成化二十三年七月二十七日（1487年8月15日），以英國公張懋為正使，吏部尚書萬安為副使，持節冊封宸妃邵氏為貴妃，張氏（益端王朱祐槟、衡恭王朱祐楎與汝安王朱祐梈生母）為德妃，郭氏（永康公主生母）為惠妃，章氏（德清公主生母）為麗妃，姚氏（壽定王朱祐榰生母）為安妃，王氏為敬妃，唐氏為榮妃，楊氏（涇簡王朱祐橓、申懿王朱祐楷生母）為恭妃，潘氏（榮莊王朱祐樞生母）為端妃，岳氏（仙游公主生母）為靜妃。正德五年三月十五日（1510年4月22日），王敬妃薨逝，終年四十六歲，明武宗朱厚照輟朝三日，祭祀與安葬依照章麗妃之例進行，並且追封謚號「恭懿」，稱為恭懿敬妃。根據《太常續考》的記載，王敬妃與其他十二位妃俱葬金山口，合葬於同一墓。1963年，考古發掘鑲紅旗營妃嬪墓，七位明憲宗妃均是獨立墓葬，業已被盜，棺槨破碎，屍骨失散。僅知其中有王順妃三人，其餘身份不詳:431。未知，王敬妃是否在其中。